# Teenagers (singolo)
Teenagers è un singolo del gruppo rock statunitense My Chemical Romance, pubblicato il 9 luglio 2007 come quarto estratto dall'album The Black Parade dall'etichetta discografica Reprise Records.

## Tracce
CD promozionale
1. Teenagers (Radio Edit) – 2:38

CD e vinile 7"
1. Teenagers – 2:41
2. Dead! (Live[5]) – 3:16

Vinile 7"
1. Teenagers – 2:41
2. Mama (Live[6]) – 5:00

CD
1. Teenagers – 2:41
2. Dead! (Live[5]) – 3:16
3. Mama (Live[6]) – 5:00

Download digitale
1. Teenagers – 2:41
2. Teenagers (Video musicale) – 2:51
3. I Don't Love You (Video musicale) – 3:57

## Formazione
- Gerard Way - voce
- Ray Toro - chitarra solista, cori
- Frank Iero - chitarra ritmica, cori
- Mikey Way - basso
- Bob Bryar - batteria

## Classifiche
| Classifica (2007)         | Posizione massima |
| ------------------------- | ----------------- |
| Australia                 | 16                |
| Canada                    | 53                |
| Repubblica Ceca           | 32                |
| Germania                  | 74                |
| Irlanda                   | 7                 |
| Nuova Zelanda             | 6                 |
| Regno Unito               | 9                 |
| Stati Uniti               | 67                |
| Stati Uniti (digital)     | 39                |
| Stati Uniti (pop)         | 39                |
| Stati Uniti (alternative) | 13                |